# Ботвинников, Владимир Васильевич
Владимир Васильевич Ботвинников (р. 30 июня 1984, Ивановка, Красноярский край) — российский регбист, нападающий (проп). Участник чемпионата мира 2011 года в составе сборной России.

## Биография
Уроженец села Ивановка. В регби попал случайно: приехав учиться в Красноярск на газосварщика, он случайно встретился с тренером Геннадием Муравьёвым, который предложил ему заняться регби. С тех пор Ботвинников стал представлять команды Красноярского края на различных всероссийских турнирах. Свой талант он раскрыл в команде «Енисей-СТМ», за которую выступает сейчас.
В сборной России играет с 2008 года (после завоевания серебряных медалей чемпионата России), выступал неоднократно на Кубках IRB и в матчах Кубка Европейских Наций, хотя изначально был преимущественно игроком резерва. В 2011 году сыграл три встречи на первом в истории чемпионате мира для сборной России. В 2012 году из-за травмы выбыл на несколько месяцев вынужден был пропустить ряд матчей клуба и сборной.
В 2015 году перешёл в «Металлург».